# Ainaži socken
Ainaži socken (lettiska: Ainažu pagasts) är ett administrativt område i Salacgrīva kommun, Lettland. Socken bildades 2010 och i början av 2014 levde 527 perspner i socken.

## Städer och byar
- Lampuži
- Mailīšciems
- Mērnieki